# Carl von Theodori
Carl von Theodori (* 21. November 1788 in Landshut; † 2. November 1857 in München) war ein deutscher Paläontologe und Verwaltungsjurist.

## Leben
Theodori war wie sein Vater im Dienst des Herzogs Wilhelm in Bayern (1813 bis 1834 als Kabinettssekretär in Bamberg) und ab 1834 im Dienst von Max Joseph in Bayern in München als Kanzleirat und Geheimer Sekretär. 
In Kloster Banz, das seinem Dienstherrn Wilhelm in Bayern ab 1814 als Sommerresidenz (Sommerschloss) diente, begann Theodori Fossilien zu sammeln. Gemeinsam mit dem katholischen Geistlichen Augustin Andreas Geyer (1774–1837) konzipierte und kuratierte Theodori in Kloster Banz eine Petrefaktensammlung (Fossiliensammlung). Zahlreiche, in der Gegend um Kloster Banz gefundene Fossilien, wie Ammoniten und Belemniten, Fischsaurier, Flugsaurier, Fische, Seelilien und Meereskrokodile, repräsentieren einen visuell greifbaren Querschnitt der Flora und Fauna im Meer der Jurazeit in Süddeutschland vor rund 200 Millionen Jahren. Theodori zeichnete eine Vielzahl der ausgestellten Fossilien selbst, korrespondierte mit Fachgelehrten und veröffentlichte erste wissenschaftliche Publikationen über Paläontologie und Geologie. Zu seinen Grundlagenwerken gehört u. a. die 1854 erschienene Publikation "Beschreibung des kolossalen Ichthyosaurus trigonodon in der Lokal-Petrefakten-Sammlung zu Banz nebst synoptischer Darstellung der übrigen Ichthyosaurus-Arten in derselben. Mit Abbildungen in natürlicher Größe" und eine erste wissenschaftliche Beschreibung des Flugsauriers Dorygnathus, den er als Dorygnathus banthensis (Lanzenkiefer von Banz) benannte. Heute befindet sich die Petrefaktensammlung im Museum Kloster Banz in Bad Staffelstein. Theodori war Ehrendoktor (Dr. phil.). 

## Schriften
- Knochen vom Pterodactylus aus der Liasformation von Banz, Frorieps Notizen für Natur- und Heilkunde, n. 632, 1830 (101 Seiten)
- Ueber die Knochen vom Genus Pterodactylus aus der Liasformation der Gegend von Banz Okens Isis, 3, 1831, 276–281
- Ueber die Pterodactylus-Knochen im Lias von Banz Berichte des Naturforschenden Vereins Bamberg, 1, 1852, S. 17–44